# Završnica (potok)
Završnica je potok, ki izvira v dveh izvirih na Zelenici pod Stolom v Karavankah in v spodnjem toku v bližini naselja Moste v občini Žirovnica tvori akumulacijsko istoimensko jezero. To umetno jezero je nastalo zaradi potreb hidroelektrarne, ki je bila prva javna hidroelektrarna na Slovenskem in je bila zgrajena leta 1914. Potok teče po dolini Završnice.
Potoku, ki se pred izlivom v reko Savo (pri naselju Moste) pridružijo še potoki Rečica, Bitgovec in Globoki potok.